# Manuel Peña López
Manuel Peña López (* 10. Februar 1998 in Mendoza) ist ein argentinischer Tennisspieler.

## Karriere
Manuel Peña López spielt hauptsächlich auf der ATP Challenger Tour und der ITF Future Tour.
Sein Debüt im Doppel auf der ATP World Tour gab er im Mai 2014 bei den Düsseldorf Open, wo er dank einer Wildcard an der Seite von Facundo Argüello spielte. Sie verloren ihre Auftaktpartie gegen Jamie Murray und John Peers.